# Альфа-меланоцитстимулирующий гормон
α-меланоцитстимулирующий гормон, или α-меланотропин, α-мелатропин, сокращённо α-МСГ — один из представителей семейства меланоцитстимулирующих гормонов.
Альфа-меланоцитстимулирующий гормон является гормоном средней доли гипофиза, производимым кортикотропными клетками средней доли гипофиза в процессе расщепления проопиомеланокортина. Одновременно образуются бета-эндорфин, гамма-липотропный гормон и др.
Альфа-меланоцитстимулирующий гормон стимулирует размножение меланоцитов кожи и усиление выработки меланоцитами чёрного пигмента — меланина. Благодаря этому эффекту альфа-меланоцитстимулирующий гормон усиливает пигментацию кожи и повышает устойчивость кожи к ультрафиолету.